# 25 – Das Magazin
25 – Das Magazin ist der Titel einer Fernsehsendung des Österreichischen Rundfunks (ORF), die von Oktober 2002 bis Oktober 2004 auf ORF 1 ausgestrahlt wurde. Als Moderatoren traten Miriam Hie und Christoph Feurstein in Erscheinung.

## Das Konzept
Bereits im September 2002 wurde das neue Format, das als Vorabendmagazin für die Jugend gelten sollte, öffentlich vorgestellt und vom ORF beworben. Die erste Sendung wurde am 14. Oktober 2002 ausgestrahlt, wobei die Moderation im Wochenrhythmus abwechselnd von dem damals 30-jährigen Christoph Feurstein und der damals 24-jährigen Miriam Hie übernommen wurde. Während Feurstein bereits einige Erfahrung in der Moderation mitbrachte, war es für Hie, die zuvor unter anderem als Redaktionsassistentin von Oliver Auspitz bei Streetlive oder als Volontärin bei schöner leben mitgewirkt hatte, die erste wesentliche Tätigkeit vor der Kamera. Parallel zu der Sendung trat Moderatorin Miriam Hie bis zum Finale von Starmania am 21. Februar 2003 jede Woche freitags bei einem Starmania-Event im Wiener Club P1 an der Seite des Stimmtrainers Alexander Diepold in Erscheinung. Starmania war auch in vielen Ausstrahlungen ein Thema in den Sendungen.
Die Sendungen, die im Live-Format gehalten wurden, dauerten dabei jeweils 25 Minuten und war in vier bis fünf Beiträge zu den Themen „Lifestyle, Jugendkultur, Stars, Trends, Hintergründe, Kurioses und Schicksale“ aufgeteilt. Die Sendung lief dabei täglich von Montag bis Freitag von 18:30 Uhr bis 18:55 Uhr. Als Hauptzielgruppe wurde vom ORF die Gruppe der Zwölf- bis 39-Jährigen definiert. Große Themengebiete waren neben aktuellen journalistische Jugendthemen unter anderem Internetnews und Technologietrends oder sogenannte Aufdeckerbeiträge. Zu Beginn jeder Sendung wurde, wie auch in der ersten Presseaussendung zur Sendung verlautbart wurde, ein Gewinnspiel in Form eines „Wissenschecks aus dem Bereich der Populärwissenschaft“ durchgeführt. Donnerstags wurde immer eine Spezialrubrik, die sogenannten Kinonews, in der aktuelle Kinofilme thematisiert wurden, ausgestrahlt.
Anlässlich des Europäischen Jahres der Menschen mit Behinderungen 2003 initiierte der ORF in seinem Teletext einige Neuerungen zu dieser Thematik und untertitelte, wie bereits in der Vergangenheit, neben zahlreichen Sendungen nunmehr auch drei tägliche Nachrichtensendungen, wobei 25 – Das Magazin eine davon war. Noch im ersten halben Jahr nach dem Start der Sendung wurde der Start um fünf Minuten auf 18:25 Uhr vorverlegt, womit das Magazin somit nur noch bis 18:50 Uhr dauerte. Auf Initiative des Publikumsrats des ORF als Interessenvertretung aller ORF-Nutzer wurde ebendiesen von Ende März bis 13. April 2003 die Möglichkeit gegeben, Wünsche und Anregungen zu den Inhalten der Sendung und deren Gestaltung in einer Online-Umfrage bekannt zu geben.
Im Jahre 2003 wurde das Magazin im Rahmen des Supermodel of the World Contest 2003 als Sendefläche für umfangreiche Reportagen und Berichte über das Leben und die Erfolgschancen der angehenden Models genutzt. Bis zu diesem Jahr hatte der ORF diesen Wettbewerb nur in Trailern beworben. Zwischenzeitlich wurden im Jahr 2003 auch die Beiträge, statt wie bisher vier oder fünf, auf sechs aufgestockt. Das Magazin gehörte mitunter im Jahre 2003 auch zum Programm der Backstage-Führungen im ORF-Sendezentrum in Wien. Im Sommer 2003 stellte die Redaktion von 25 – Das Magazin eine neue Rubrik vor; in WG 25 wurden junge, dynamische Personen für eine Wohngemeinschaft in Graz gesucht. Nach einer Bewerbungszeit und einem mehrtägigen Casting startete diese Rubrik am 18. August 2003. Mit weiteren neuen Rubriken startete das Magazin am 6. Oktober 2003 in den Herbst; dabei kam jeden Tag ein neues Thema hinzu. Auch wurde die Ausstattung des Studios überarbeitet und mit neuen Deko-Elementen und einem Sofa gemütlicher gemacht.
Zwischenzeitlich variierte der Sendungsbeginn zwischen 18:25 Uhr und 18:30 Uhr. Sendungsverantwortliche und Leiterin der Redaktion von 25 – Das Magazin war zu diesem Zeitpunkt Isabella Henkel. Anlässlich der Verkehrssicherheitskampagne 2003 kam es ebenfalls eine ausführliche Berichterstattung seitens des Magazins. Nachdem bereits ab November 2003 auf ein vorweihnachtliches Programm umgestellt wurde, startete 25 – Das Magazin am 26. November mit einer eigenen Benefizauktion zugunsten von Licht ins Dunkel. Für die Sendungen wurden immer wieder Personen gecastet, um als Statisten oder in kleineren Rollen mitzuwirken. So wurde unter anderem einer als Reporter mitwirkenden Person eine mehrtägige Kreuzfahrt auf der AIDAcara durch Südostasien ermöglicht. Der später vor allem als Musiker bekannt gewordene Norbert Schneider wirkte einst als Statist bei 25 – Das Magazin mit. Des Weiteren gab es einige Segmente mit der Anspielung auf den Sendungsnamen, wie den 25 – Adventskalender oder die 25 – Pistenchecker.
Ab Jänner 2004 arbeitete das Magazin stellvertretend für den ORF in einer Kooperation mit dem Arbeitsmarktservice (AMS) und der Wirtschaftskammer Österreich zusammen und stellte in kurzen Spots Berufsbilder für Jugendliche vor. Diese Spots entstanden wiederum in Zusammenarbeit mit DoRo Produktion. Im Jahre 2004 hatte das Programm auch einen Frauenschwerpunkt. In ebendieser Zeit widmete sich 25 – Das Magazin unter anderem auch der EU-Erweiterung 2004. Weitere Schwerpunkte in diesem Jahr waren der 12. Life Ball, der Eurovision Song Contest 2004 in Istanbul, das Musikfestival Aerodrome oder die Fußball-Europameisterschaft 2004 in Portugal. Am 13. Mai 2004 wurde erstmals das Segment Grubers wundersame Welt mit dem Physiker Werner Gruber ausgestrahlt. Auch im Jahr 2004 griffen die Sendungsverantwortlichen wieder das Konzept einer Fernseh-WG auf; ab 12. Juli wurde Topmodel 25 – Die Model-WG auf ORF 1 präsentiert. In dieser elfteiligen Doku-Soap wurde das Leben und der Alltag einer Model-WG dargestellt.
Kurz vor der endgültigen Einstellung der Sendung schaffte die Rubrik Starstyle des Magazins im Dezember 2004 noch den Einzug in das jährliche New York Festival, dem renommierten internationalen Wettbewerb für TV-Programme, in der Kategorie Young Adult Special.

## Einschaltquoten
Die Sendung, die im Oktober 2002 als eines von drei neuen Formaten von der ORF-Programmdirektion unter der Leitung von Reinhard Scolik gestartet wurde, hatte bei den veröffentlichten Einschaltquoten und Marktanteilen im Dezember 2002 einen durchschnittlichen Marktanteil von 22 Prozent in der Zielgruppe der 12- bis 29-Jährigen, was ein Plus von zwei Prozent im Vergleich zu den Marktanteilen dieses Sendeplatzes vor Start des Magazins waren. Noch im Juni 2003 wurde das Programm zu den Programminnovationen und -optimierungen gezählt.
Nachdem 25 – Das Magazin schon seit längerer Zeit als „Baustelle“ des ORF galt, wurde am 1. Oktober 2004 die Einstellung der Sendung mit Jahresende öffentlich bekanntgegeben. Obwohl die Sendung in der Zielgruppe der Zwölf- bis 29-Jährigen stabile Marktanteile verzeichnen konnte, waren die absoluten Seherzahlen für den Programmplatz, obwohl es zahlreiche Adaptionen gab, letztendlich zu gering. Während die Sendung im ersten Quartal 2004 noch durchschnittlich 184.000 Zuschauer (ab zwölf Jahren) verzeichnen konnte, lag die Reichweite im ohnehin quotenschwachen Sommer 2004 an manchen Tagen nur etwas über 100.000. Bereits im Mai hatte Wolfgang Lorenz, der Planungschef des ORF, vermeldet, dass es offenbar nicht möglich sei, die Jugend an einem bestimmten Sendeplatz zusammenzufassen.

## Liste bekannter Redakteure und Reporter der Sendung
- Sybill Dolenz[37][38]
- Günther Löffelmann[37]
- Manfred Hoschek[39]